# Austreberthe de Pavilly
Austreberthe de Pavilly (Sainte Austreberthe), née en 630 à Thérouanne en Austrasie et morte le 10 février 704 à l'abbaye de Pavilly, est une religieuse franque du haut Moyen Âge.

## Biographie
Née sous le règne de Dagobert Ier, fille de Badefrid, un vassal des rois mérovingiens, et de la princesse alémanique Framchildis, Austreberthe entra très jeune au monastère du Port (Portus Icius, aujourd'hui Port-le-Grand) dans le Ponthieu, avant de fonder, dans les terres de ses parents, un autre monastère à Marconne dans l'Artois, puis elle devint abbesse de celui de Pavilly en Normandie, construit par saint Philibert, abbé de Jumièges. Elle mourut au début du VIIIe siècle, à l'âge de 74 ans, dans l'abbaye de Pavilly. Elle est enterrée dans l'église Saint-Pierre de Caudebec, qui n'existe plus.
Sainte Austreberthe n'est guère connue en dehors de la Normandie, elle est pourtant réputée pour avoir accompli des miracles déjà même de son vivant. On dit que l'eau de la source apparue dans une chapelle pour donner naissance à une rivière aurait des vertus curatives sur les impotents et les perclus.

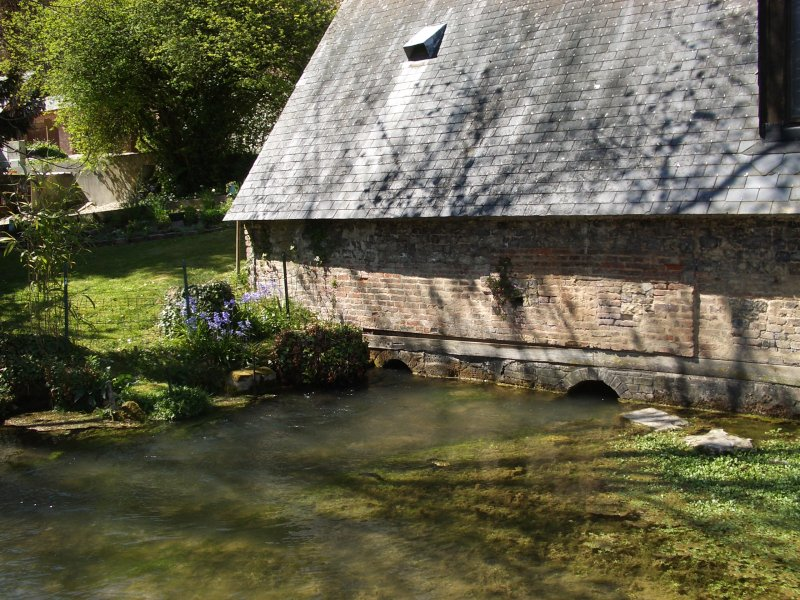
La source et la chapelle d'Austreberthe.

À Saint-Denis-le-Ferment, dans l'Eure, une chapelle est érigée en plein champ, et un pèlerinage s'y déroule le lundi de Pentecôte.

## Le miracle du loup
Sainte Austreberthe et ses religieuses avaient l'habitude de blanchir les linges de sacristie de l'abbaye de Jumièges distante de quelques lieues de Pavilly. Un âne avait été dressé pour transporter seul le linge d'un monastère à l'autre. Or, un jour, l'âne se retrouva face à face avec un loup qui se jeta sur lui et le dévora.
Sainte Austreberthe apparut, réprimanda le loup, et le condamna à remplir les fonctions dont sa victime s'acquittait auparavant. C'est ainsi que le loup accomplit jusqu'à la fin de sa vie sa tâche avec humilité et soumission.
Sur le lieu de la mort de l'âne fut érigée une chapelle, au VIIe siècle, puis, quand le monument fut ruiné, une simple croix de pierre le remplaça. Elle sera remplacée à son tour par un chêne, dans lequel furent placées plusieurs statues de la Vierge, nommé chêne à l'âne.
C'est l'évocation de ce miracle qui figure sur le vitrail de la chapelle du village de Sainte-Austreberthe de même que sur l'un des vitraux de l'église Saint-Martin de Barentin qui, d'après des cartons du peintre Georges Mirianon, sont dédiés à la vie de sainte Austreberthe.

## Cultes populaires

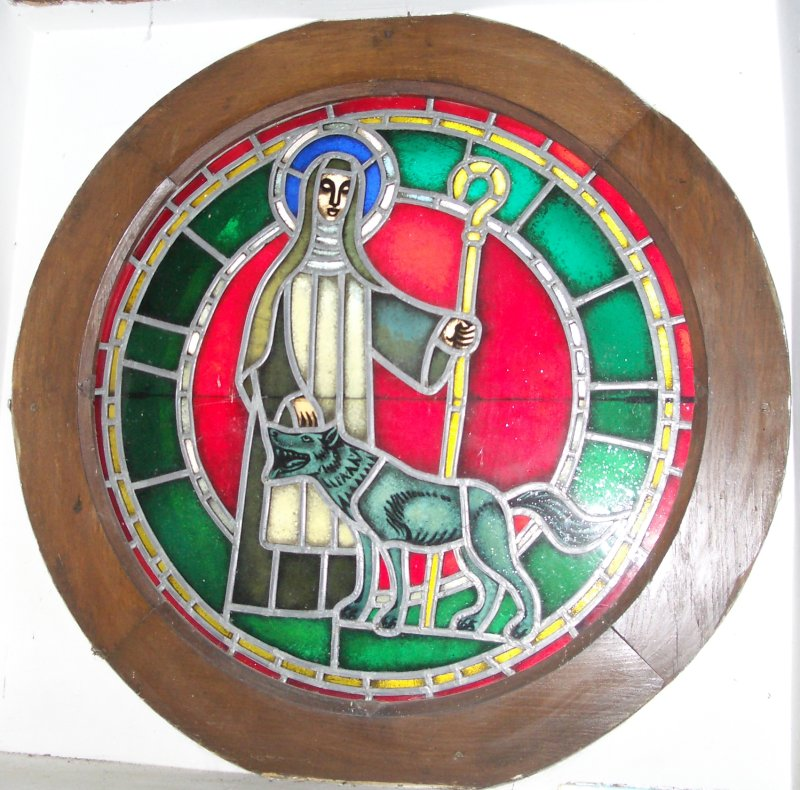
Le vitrail de la chapelle.

Anne Marchand a exposé les rites de deux confréries dites du Loup-Vert (probablement des loup-garous), celle de Jumièges (Seine-Maritime) et de Montreuil-sur-Mer (Pas-de-Calais). Ces deux confréries sont attestées depuis le Moyen Âge. Les confréries s’appellent respectivement « confrérie de Saint-Jean » à Jumièges et « confrérie du VerMontant » à Montreuil : toutes deux étaient en relation avec des monastères de femmes et rapprochaient le culte de Sainte Austreberthe (et son loup) avec Saint-Jean le Baptiste, car la manifestation principale des deux confréries consistait en une manifestation à l’occasion de la fête de la Saint-Jean (23 juin). Les deux confréries avaient pour tâche essentielle de choisir pour l’année, la veille de la Saint Jean, le « Loup Vert » ou Loup, et feignaient de le jeter dans le feu.
Lorsque le feu de la Saint Jean avait diminué d’intensité, à Jumièges, les villageois récupéraient des braises qu’ils ramenaient chez eux ; on leur octroyait la vertu de prémunir contre la foudre et servaient à allumer la bûche de Noël dans la cheminée. Le seigle du champ voisin était également utilisé pour guérir le bétail malade et certaines femmes s’y roulaient elles-mêmes nues dans ce champ afin de se prémunir contre les maladies abdominales. À Montreuil, ce sont les charbons éteints du feu qui étaient conservés pour se préserver des maladies.

## Reliques

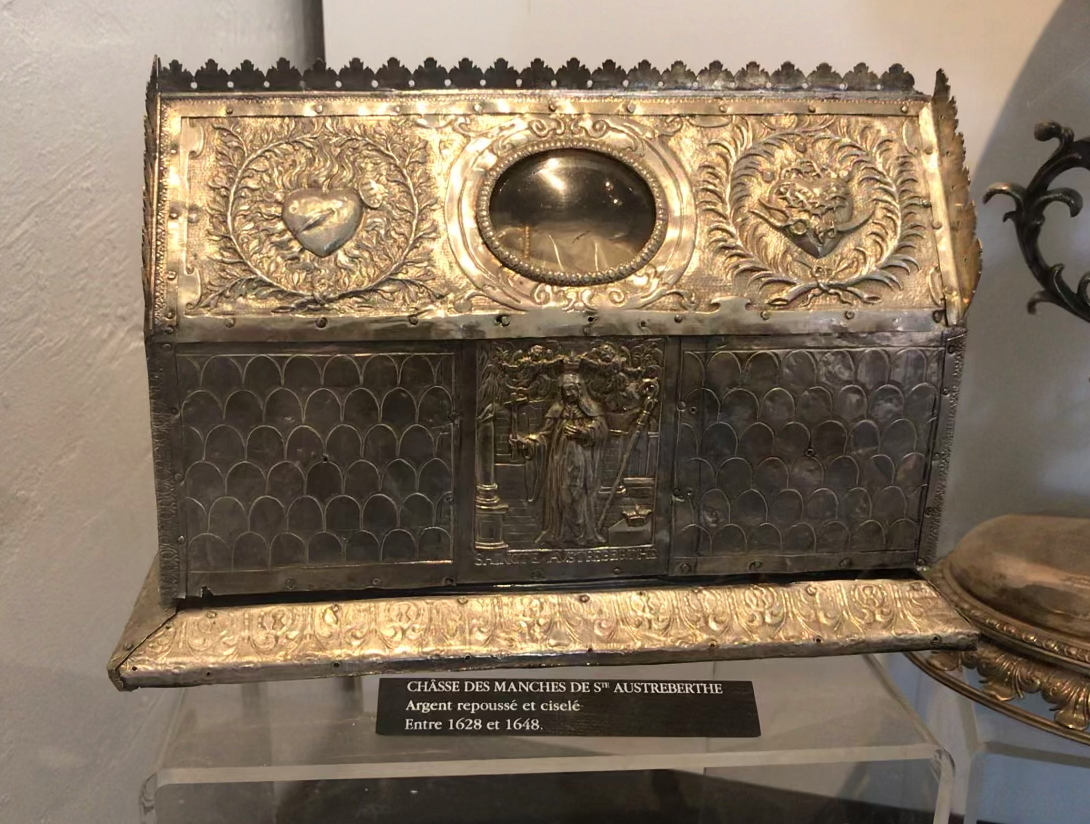
Châsse des manches de Sainte-Austreberthe (reliquaire). Musée de la citadelle de Montreuil-sur-Mer

Un reliquaire existe à l'église Saint-Vivien de Rouen. Un autre reliquaire, ayant pu contenir "les manches et les linges" de Sainte-Austreberthe, est conservé au musée de la citadelle de Montreuil-sur-Mer.

## Communes portant ce nom
- Sainte-Austreberthe, commune française du Pas-de-Calais
- Sainte-Austreberthe, commune française de la Seine-Maritime